# Paphiopedilum thaianum
Paphiopedilum thaianum é uma espécie de orquídea terrestre, família Orchidaceae, que habita a Tailândia.